# Macrocyttara expressa
Macrocyttara expressa är en fjärilsart som beskrevs av T.P. Lucas 1902. Macrocyttara expressa ingår i släktet Macrocyttara och familjen träfjärilar. Inga underarter finns listade i Catalogue of Life.